# Diagnostica delle costruzioni
La diagnostica delle costruzioni è una disciplina che attraverso l'applicazione di differenti tecniche di indagine si pone l'obiettivo di raccogliere le informazioni utili all'individuazione delle cause dei fenomeni patologici di cui le costruzioni sono affette. Questo processo viene compiuto, secondo i casi, sia con un'analisi visiva che utilizzando controlli non distruttivi o debolmente distruttivi, quando necessario.
La diagnostica regola lo studio e i rilievi sugli edifici al fine di individuare degrado e vulnerabilità che possono compromettere la stabilità dell'edificio o ridurre la sicurezza per le persone che lo vivono. La diagnostica delle costruzioni si avvale di diversi strumenti per il rilievo, come per esempio la termocamera, l'endoscopio, la carotatrice, il pacometro, lo sclerometro. 
Le competenze di questo settore riguardano il campo della tecnologia dei materiali, la scienza e la tecnica delle costruzioni, la fisica degli edifici, le tecniche analitiche e di misura, i metodi di simulazione e di elaborazione dei dati.
Pur servendosi di metodi rigorosi e scientificamente sperimentati, la diagnostica degli edifici richiede necessariamente l'intervento di tecnici specializzati che possano sintetizzare le informazioni ottenute al termine dell'analisi per emettere un giudizio professionale.

## Finalità
Il risultato dell'indagine consente di individuare i difetti di costruzione e fenomeni di degrado e dissesto che possono interessare i singoli materiali o i prodotti del processo di costruzione durante l'intero ciclo di vita, permettendo di proporre soluzioni adeguate per la soluzione del problema rilevato.
L'indagine diagnostica su una costruzione può essere eseguita con diverse finalità durante le fasi di vita del manufatto:
- controlli in corso d'opera
- collaudo statico
- verifica in seguito ad eventi eccezionali (terremoti, frane, inondazioni)
- verifica in seguito ad eventi accidentali (incendi, esplosioni, impatti)
- interventi su elementi strutturali
- variazioni della destinazione d'uso (variazioni di carichi di esercizio, inserimento impianti)
- verifica delle prestazioni nel corso della vita utile dell'edificio
- pianificazione degli interventi di manutenzione

## Ambiti di utilizzo
Le indagini diagnostiche sugli edifici sono principalmente destinate a verificarne lo stato di conservazione e l'efficienza dal punto di vista strutturale. Recentemente le stesse tecniche affiancate da altri metodi sono impiegati anche per la valutazione dell'efficienza energetica dell'involucro edilizio, il degrado chimico-fisico delle superfici e dei componenti edilizi.

## Tecniche di diagnosi
Le metodologie diagnostiche più frequentemente utilizzate nell'ambito della diagnostica delle costruzioni possono essere divise in metodi generali e metodi specifici secondo i materiali da esaminare:
Metodi generali
- termografia
- endoscopia
- prove di carico (PC)
- monitoraggio in campo statico (MS)
- monitoraggio in campo dinamico (MD)

Strutture murarie
- prove soniche (SO)
- martinetti piatti (MP)

Strutture in calcestruzzo armato
- prove ultrasonore (UT)
- prove pacometriche
- prove sclerometriche (SC)
- metodo son-reb

Strutture metalliche
- sistemi di controllo visivo (VT)
- liquidi penetranti (PT)
- radiografia (RT)
- ultrasuoni (UT)
- correnti indotte (ET)
- magnetoscopia (MT)
- emissione acustica (AT)

Strutture in legno
- resistograph

Strutture di fondazione
- prova penetrometrica statica (CPT)
- prova penetrometrica standard o prova penetrometrica dinamica (SPT)
- prova scissometrica (FVT)